# 阿莱克斯·皮尔斯
亞歷山大·占士·皮雅斯（英語：Alexander James Pearce，1988年11月9日—）是一名職業足球員，司職中堅，曾效力英冠球會雷丁，雖然在英格蘭出生，由於雙親是蘇格蘭人而曾代表蘇格蘭U21上陣，但由於祖母是愛爾蘭人而取得代表愛爾蘭參加國際賽的資格。

## 生平

### 球會
皮雅斯生於牛津郡瓦靈福德，就讀於葛特（Woodcote）的「禮拜堂學校」（The Oratory School）直到中六（Sixth form），轉為加入雷丁青訓學院。在2006年10月23日與球會簽署三年合約正式成為職業球員，翌年1月9日首次為一隊披甲上陣，在對般尼的英格蘭足總盃第三圈的下半場74分鐘，後補入替恩治馬臣（Ívar Ingimarsson）。
2007年2月9日皮雅斯獲外借到諾咸頓，為期1個月，在聯賽0-1負於諾定咸森林獲派首次上陣。3月8日他獲延長借用至球季結束，並於4月8日主場2-1擊敗斯肯索普取得首個入球。結束借用後皮雅斯剛好趕及以隊長身份帶領雷丁預備隊出戰英格蘭足球預備組超級聯賽的總決賽，並射入1球順利協助球隊以2-0擊敗保頓奪得冠軍錦標。
2007年11月2日皮雅斯再被外借到般尼茅夫，初步直到12月8日，其後獲延長到翌年1月3日。外借期間，皮雅斯於2007年12月21日與雷丁簽署兩年半新約。
借用期滿返回母會，皮雅斯於2008年1月15日獲派在主場的英格蘭足總盃第四圈重賽對熱刺上陣，當時新任英格蘭國家隊教頭的卡比路亦是座上客。皮雅斯上半場正選登場，雖然表現正常，但於半場由於郭甫將陣式由5-4-1改成4-4-2，皮雅斯被犧牲替換下場，郭甫表示：『常人以為球員因表現差而被換離場，但實情是球隊須按計畫而轉換球員。』
2008年1月31日皮雅斯再以借用身份加盟英冠球會诺里奇城直到球季結束。新球季重返雷丁後，皮雅斯於2008年8月26日在英格蘭聯賽盃淘汰盧頓取得提升一隊後首個入球。10月31日他再次被外借到修咸頓直至12月底，於11月1日對普雷斯頓首次上陣，先落後兩球，皮雅斯射入1球後最終以3-2反勝完場。
隨著郭甫離任，新帥布伦达·罗杰斯上場後，皮雅斯獲委為副隊長。由於新任隊長恩治馬臣受傷缺陣，皮雅斯於2009/10年球季季初擔任代隊長之職。2011/12年球季雷丁贏得英冠聯賽冠軍重返英超，皮雅斯整季在後防表現出色，更取得多個入球，獲選為雷丁年度最佳球員。
2013年6月7日，於夏季約滿雷丁的皮雅斯並沒有與球會續約成為自由身球員。
2013年6月21日，雷丁重簽皮雅斯，新合約為期兩年。

### 國家隊
皮雅斯雖然在英格蘭出生，但透過父母的關係取得代表蘇格蘭的資格，並入選青年代表隊，於2008年5月20日首次為蘇格蘭U21上陣，在基尔马诺克（Kilmarnock）的主場以1-4負於挪威U21。
皮雅斯亦有代表愛爾蘭共和國參加國際賽的資格，更曾代表愛爾蘭U-14學童隊參賽，由於未獲蘇格蘭成年國家隊的青睞，皮雅斯重投愛爾蘭的懷抱。2011年10月他表示：『我經常希望代表的國家就是愛爾蘭。』
2012年9月皮雅斯在愛爾蘭備戰對阿曼的友誼賽3天前獲徵召加入國家隊的大軍，於9月11日首次上陣即射入1球協助愛爾蘭以4-1取得勝利。
國際賽入球
截至2014年9月3日的賽事。
| #  | 日期          | 場地                   | 對賽球隊 | 賽果 | 競賽   |
| -- | ------------- | ---------------------- | -------- | ---- | ------ |
| 1. | 2012年9月11日 | 英格蘭倫敦卡雲農舍球場 | 阿曼     | 4–1  | 友誼賽 |
| 2. | 2014年9月3日  | 愛爾蘭都柏林英傑華球場 | 阿曼     | 2–0  | 友誼賽 |

## 榮譽
雷丁
- 英格蘭足球冠軍聯賽冠軍：2011/12年；

個人
- 雷丁年度最佳球員：2011/12年；

## 外部連結
- 亞歷斯·皮雅斯簡歷 @ readingfc.co.uk
- 足球数据库：亞歷斯·皮雅斯的球员统计数据
- Interview with BBC Sport （页面存档备份，存于）